# Félix Romero Menjíbar
Félix Romero Menjíbar (Priego de Córdoba, 7 de noviembre de 1901–Valladolid, 21 de septiembre de 1974) fue un eclesiástico y teólogo español, obispo de Jaén y arzobispo de Valladolid.

## Biografía
Realizó sus estudios en el Seminario Mayor de San Pelagio, en el cual fue posteriormente profesor y donde se doctoró en Teología.
Ordenado sacerdote el 29 de mayo de 1926 en Córdoba. Fue canónigo de la catedral de Córdoba y académico honorario de la Real de Ciencias, Bellas Letras y Nobles Artes de Córdoba. 

### Obispo y arzobispo
El 16 de enero de 1954 fue nombrado obispo de Jaén, tomó posesión el 2 de mayo de 1954. Durante su mandato se incorporó a la diócesis el arciprestazgo de Cazorla, hasta entonces dependiente de Toledo. En 1962 asistió en Roma al Concilio Vaticano II.
El 2 de julio de 1970 fue nombrado arzobispo de Valladolid, tomó posesión el 12 de septiembre de 1970. Falleció cuatro años más tarde, por lo que su episcopado fue el tercero más breve de la Archidiócesis de Valladolid. Está enterrado en su catedral.